# Lucius Tettius Iulianus
Lucius Tettius Iulianus war ein im 1. Jahrhundert n. Chr. lebender römischer Politiker.
Iulianus war im Jahr 69 Kommandeur der Legio VII Claudia, die in der Provinz Moesia stationiert war. Durch zwei Inschriften ist belegt, dass er Kommandeur der Legio III Augusta und damit Statthalter (Legatus Augusti pro praetore) in Numidia war. Durch zwei Militärdiplome, von denen eines auf den 9. Juni 83 datiert ist, ist belegt, dass er 83 zusammen mit Terentius Strabo Erucius Homullus Suffektkonsul war. Von 88/89 bis 89/90 war Iulianus Statthalter in Moesia superior.
Werner Eck datiert die Statthalterschaft in Numidia in die Amtsjahre 80/81 bis 81/82, Edmund Groag datiert sie von 79 bis 82.